# Vértessomló
Vértessomló (deutsch Schemling) ist eine ungarische Gemeinde im Kreis Tatabánya (bis Ende 2012: Kleingebiet Tatabánya) im Komitat Komárom-Esztergom. Sie liegt südwestlich von Tatabánya. Am 1. Januar 2015 lebten in der 22,29 km² großen Gemeinde 1303 Personen. Östlich liegt die Ruine der Burg Vitány („Vitányvár“).

## Gemeindepartnerschaften
- Berne, Deutschland (seit 2001)
- Bockhorn (Friesland), Deutschland (seit 2002)

## Persönlichkeiten
- Lajos Baráth (* 1935 in Abaújkér; † 2006 in Vértessomló), ungarischer Schriftsteller

## Sehenswürdigkeiten
- Römisch-katholische Kirche Sarlós Boldogasszony

## Verkehr
Durch Vértessomló verläuft die Nebenstraße Nr. 81128. Der nächstgelegene Bahnhof befindet sich fünf Kilometer nordwestlich in Környe.